# Ayman Ragab
Ayman Ragab Farag (ar. ايمن رجب فرج; ur. 1 stycznia 1967) – egipski piłkarz grający na pozycji obrońcy. W swojej karierze rozegrał 15 meczów i strzelił 1 gola w reprezentacji Egiptu.

## Kariera klubowa
W swojej karierze Ragab grał w klubie Ismaily SC. W sezonie 1990/1991 wywalczył z nim mistrzostwo Egiptu.

## Kariera reprezentacyjna
W reprezentacji Egiptu Ragab zadebiutował 28 lutego 1990 w zremisowanym 0:0 towarzyskim meczu z Austrią, rozegranym w Kairze. W 1992 roku powołano go do kadry na Puchar Narodów Afryki 1992. Na tym turnieju zagrał w dwóch meczach grupowych: z Zambią (0:1) i z Ghaną (0:1). Od 1990 do 1992 rozegrał w kadrze narodowej 15 meczów i strzelił 1 gola.